# Гил Шахам
Гил Шахам (на иврит: גיל שחם, на английски: Gil Shaham) е американски класически цигулар от израелско-еврейски произход.

## Биография
Шахам е роден на 19 февруари 1971 година в Ърбана, Илиноис, където родителите му, учени от Израел, са на академичен обмен в Университета на Илинойс в Ърбана-Шампейн. Баща му Яков е астрофизик, а майка му Мейра Дискин е цитогенетичка.
Печели редица стипендии, учи в средното училище „Хорас Ман“ (Horace Mann School) в Ню Йорк, в Музикалното училище (Aspen Music School) в Аспън, щ. Колорадо, в „Джулиард“ и в Колумбийския университет, Ню Йорк.
Женен е за австралийската цигуларка Адел Антони. Имат 3 деца – Елия, Елла Мей и Симон. Живее в Ню Йорк със семейството си.

## Музикална кариера
На 10 години Шахам дебютира като солист на Йерусалимския симфоничен оркестър през 1981 г., после и на Израелската филхармония.
На 11-годишна възраст печели първа награда в конкурса Кларемон (Claremont). Печели стипендия „Ейвъри Фишър“ (1990) и Международната награда на Академията в Сиена (1992).
Свирил е с много от световноизвестните оркестри като Нюйоркската филхармонията, Берлинската филхармония, Симфоничния оркестър на Торонто, Виенската филхармония и много други.
Свири с цигулка „Антонио Страдивари“ от 1699 година, дадена му на заем от обществото „Страдивариус“ в Чикаго през 1989 г.

## Дискография
- Mendelssohn, Bruch: Violin Concertos (1990)
- Schumann: Works for Violin and Piano (1990)
- Franck/Saint-Saëns: Violin Sonatas (with Gerhard Oppitz) (1991)
- Paganini: Concerto for Violin and Orchestra (1992)
- Wieniawski: Violin Concertos Nos. 1 and 2 (1992)
- Sibelius/Tchaikovsky: Violin Concertos (1993)
- Samuel Barber: Violin Concerto; Erich Wolfgang Korngold: Violin Concerto and Much Ado about Nothing Suite (with Andre Previn conducting the London Symphony Orchestra) (1994)
- Paganini for Two (with Göran Söllscher) (1994)
- Vivaldi: The Four Seasons (with Orpheus Chamber Orchestra) (1995)
- Prokofiev: Violin Concertos Nos. 1 and 2 (1996)
- Violin Romances (with Orpheus Chamber Orchestra) (1996)
- Dvořák for Two (with Orli Shaham) (1997)
- The Fiddler of the Opera (with Jascha Heifetz) (1997)
- Israel Philharmonic 60th Anniversary Gala Concert (1997)
- Berlin Gala: A Salute to Carmen (with Anne Sofie von Otter and Roberto Alagna) (1998)
- American Scenes (Works of Copland, Previn, Barber, Gershwin) (1998)
- Glazunov/Kabalevsky: Meeting in Moscow (1998)
- Bartók: Violin Concerto No. 2 (1999)
- Pärt: Tabula Rasa (1999)
- Devil's Dance (2000)
- Two Worlds (with Lee Ritenour and Dave Grusin) (2000)
- John Williams: Treesong (2001)
- Messiaen: Quartet for the End of Time (with Myung-Whun Chung) (2001)
- Brahms: Violin Concerto in D Major (with Jian Wang) (2002)
- Schubert for Two (with Göran Söllscher) (2003)
- The Fauré Album (2003)
- Prokofiev: Works for Violin and Piano (with Orli Shaham) (2004)
- Beethoven: Triple Concerto/Septet (with David Zinman and Yefim Bronfman) (2006)
- The Butterfly Lovers' Concerto for Violin/Tchaikovsky: Violin Concerto (2007)
- Mozart in Paris (with Orli Shaham) (2008)
- Elgar: Violin Concerto (2008)
- Tchaikovsky: Piano Trio in A Minor (with Yefim Bronfman and Truls Mørk) (2008)
- Sarasate: Virtuoso Violin Works (with Adele Anthony) (2009)
- Haydn and Mendelssohn: Violin Concertos (with the Sejong Soloists) (2010)
- Nigunim: Hebrew Melodies (with Orli Shaham) (2013)
- 1930s Violin Concertos (2014)
- Bach: Sonatas and Partitas for Solo Violin  (2015)

## Награди
- Avery Fisher Career Grant[1] (1990)
- Premio Internazionale of the Accademia Chigiana in Siena[2] (1992)
- Grammy Award for Best Chamber Music Performance: André Previn & Gil Shaham for American Scenes (Works of Copland, Previn, Barber, Gershwin) (1999)
- Avery Fisher Award[2] (2008) Presented by his dear friend Gustavo Dudamel at a Live from Lincoln Center private presentation of the music of Pablo de Sarasate in the Stanley H. Kaplan Penthouse.
- Instrumentalist of the Year [2](2012)